# Famille Kiszely
La famille Kiszely de Benedekfalva est une famille noble hongroise fondée par Hauk Polku au XIIe siècle.

## Histoire
Cette famille est originaire du comitat de Liptó dans le nord de l'actuelle Slovaquie. Le plus ancien ancêtre dans cette famille est Hauk Polku, mentionné entre 1230 et 1239. Il était un contemporain du roi André II de Hongrie. Sa succession engendra la séparation de ses terres et la création de quatre branches :
- Detrich (ou encore originaire de Detrichfalva)
- Luby
- Andréanszky
- Horánszky

Une cinquième branche semble exister, celle des Dluholuczky. Toutes, du moins, partagent le même nom de noblesse : Benedekfalva. La famille Kiszely est issue de l'une de ces branches[Laquelle ?].
Lors du recensement des nobles en 1754-55, György Kiszely prouva sa noblesse dans le comitat de Bereg; Ezekiel, Jakab, András, István et János firent de même dans le comitat de Gömör; György fit de même dans le comitat de Szatmár ; Janos dans le comitat de Turóc; et enfin András dans le comitat de Zemplén.

## Blason
Parce qu'elles sont originaires de la même famille, les familles Kiszely et Detrich partagent le même blason.